# Субочев Віталій Олександрович
Віталій Олександрович Субочев (нар. 28 липня 1988, Полтава, УРСР) — український футболіст, півзахисник.

## Життєпис
Віталій Субочев народився 28 липня 1988 року в Полтаві. Вихованець місцевих ДЮСШ ім. І. Горпинка (2 матчі) та «Молоді» (48 матчів/6 голів). У 2005 році підписав свій перший професіональний контракт із полтавською «Ворсклою», у команді перебував до 2010 року. За цей час у складі основної команди полтавчан не зіграв жодного поєдинку, натомість регулярно виступав у молодіжних командах «Ворскли». Усього за період свого перебування у складі восклян зіграв 53 матчі та забив 3 м'ячі.
Навесні 2010 року перейшов до «Севастополя», який у той час виступав у Першій лізі чемпіонату України. За севастопольців дебютував 29 березня 2010 року в домашньому поєдинку 20-го туру чемпіонату України проти чернігівської «Десни». ПФК «Севастополь» у тому поєдинку здобув перемогу з рахунком 1:0, а Віталій Субочев з'явився на полі на 88-ій хвилині матчу, замінивши Антона Ізвекова. Крім того поєдинку у футболці «Севастополя» зіграв ще 4 поєдинки.
З липня 2010 року виступав у складі армянського «Титана». У своєму новому клубі дебютував 17 липня 2010 року в матчі «Арсенал» (Біла Церква) — «Титан» (1:2), вийшовши на поле у стартовому складі. Першим голом у кар'єрі професіонального гравця відзначився 31 липня 2010 року в матчі «Титан» — «Львів» (2:0). У складі армянського клубу виступав до зимової паузи сезону 2013/14. За цей час у чемпіонатах України зіграв 93 матчі та відзначився 10-ма голами. Ще 3 поєдинки у складі «Титана» провів у кубку України.
Під час зимової перерви сезону 2013/14 їздив на перегляд до «Говерли», але контракт з ужгородським клубом так і не підписав. У березні 2014 року підписав контракт із харківським «Геліосом». У харківському клубі дебютував 29 березня 2014 року в матчі «Зірка» — «Геліос», який завершився нульовою нічиєю. Віталій у тому поєдинку з'явився на полі на 88-ій хвилині. Дебютним голом у футболці харківського клубу відзначився 1 вересня 2014 року в матчі між «Геліосом» та «Миколаєвом»: на 10-ій хвилині поєдинку Віталій установив рахунок 2:1 на користь господарів, але матч завершився з рахунком 2:2. Всього за харківський клуб у 2014—2018 роках провів 119 матчів та забив 7 м'ячів у першій лізі чемпіонату України, а також 4 матчі в кубку України.
У сезоні 2018/19 виступав за аматорську команду «Олімпія» (Савинці), зокрема, зіграв 4 матчі і забив 1 гол у Кубку України серед аматорів. У сезоні 2023/24 знову грав "Олімпію"